# Blanchard (Oklahoma)
Blanchard – miasto w Stanach Zjednoczonych, w stanie Oklahoma, w hrabstwie McClain.